# 代林庫尤地下城市
代林庫尤地下城市（卡帕多細亞希臘語：Μαλακοπή）是一個古老的多層地下城市，位於土耳其內夫謝希爾省代林庫尤。

## 历史

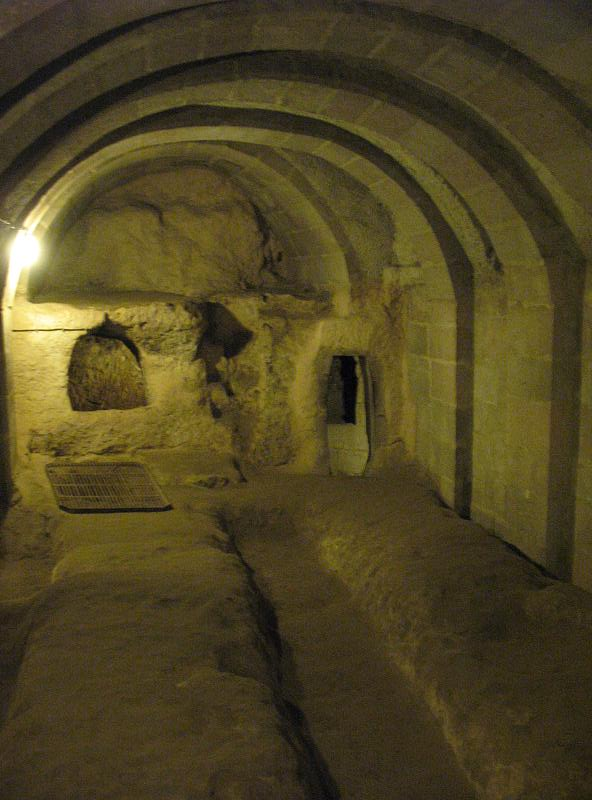
可能是作為学校的空間

古時候的卡帕多細亞。代林庫尤地下城市共有八層，向下延伸到約60-80米（200英尺-280英尺）的深度，空間大到足以容納多達20000人及牲畜，城內設施包括水井、馬廄及教堂，並有通道連接另一地方城凱馬克利地下城市。城市於1965年被人發現，其後開始對遊客開放。考古學家估計，該城建於約公元8世紀，由當地的基督徒興建，目的是逃避搶劫及入侵。